# 炭酸マグネシウム
炭酸マグネシウム（たんさんマグネシウム、MgCO3）はマグネシウムの炭酸塩である。工業用原料の一種で反射率が高いことで知られる。身近な用途としては便秘薬、制酸剤、重量挙げの滑り止めの粉などに使われる。

## 産出・製造
天然鉱物の菱苦土石（マグネサイト）として産出する。最大の産出国は中国。天然鉱物の苦灰石（ドロマイト、白雲石、CaMg(CO3)2）は炭酸マグネシウムと炭酸カルシウムの複塩鉱物である。

## 特性
- 性状は白色の砕けやすい塊か粉末であり、無味無臭。
- 水やエタノールにほとんど溶けない。
- 無水和物、または二水和物、三水和物、五水和物をとる。
- 密度は無水和物の場合、2.958 g/cm3。水和が進むにつれて密度が低下し、五水和物では1.73 g/cm3となる。
- 加熱すると水和物は水を失い、さらに強熱すると二酸化炭素を放出して酸化マグネシウム（MgO）となる。

{\displaystyle {\ce {MgCO3 -> MgO + CO2}}}
- 強酸やカルボン酸と反応して溶け、二酸化炭素を放出する。
- マグネシウム塩水溶液に炭酸ナトリウムまたは炭酸カリウムを加えて沈殿させたものは塩基性炭酸マグネシウム({\displaystyle {\ce {mMgCO3\cdot Mg(OH)2\cdot nH2O}}})と呼ばれ、これを炭酸マグネシウムと呼ぶことが多い。塩基性炭酸マグネシウムの組成比は製法によって異なり、Mg(OH)2 に対して、MgCO3 が3〜5、H2Oが3〜7の比となる。

## 用途
- 数量ベースでは工業用原料としての用途が最も重要である。天然ゴムや合成ゴムの増強剤、耐火・断熱材料、肥料原料、インク・塗料の添加物、ガラス添加剤、製紙、化粧品添加物、食品添加物として用いられる。
- 酸化マグネシウムの原料
- 制酸剤、緩下剤（医薬品）、歯磨き粉の研磨剤、pHアルカリ化用サプリメント
- 各種運動用具の滑り止め（「タンマ」、「タンマグ」と略称されることもある）、クライミングチョーク